# Ielena Zamolodtchikova
Pour les articles homonymes, voir Zamolodtchikova.
Ielena Mikhaïlovna Zamolodtchikova (en russe : Елена Михайловна Замолодчикова), née le 19 septembre 1982 à Moscou, est une gymnaste russe. Elle est notamment championne du monde en 1999 et 2002 et double médaille d'or aux jeux olympiques de Sydney en 2000.

## Palmarès
- American Cup 2001 :
  -  1re au concours général